# Alessandra Ambrósio
Alessandra Corine Ambrósio (Erechim, 11 de abril de 1981) é uma supermodelo, atriz e empresária brasileira. Em 2005 foi eleita como a mulher mais sexy do mundo. Foi eleita em 2007 pelo site AskMen.com como a 6.ª mulher mais desejada do mundo do Top 99 de 2007 e a 2.ª do Top de 2008. Desde 2006, esteve entre as modelos mais bem pagas do mundo e, de acordo com o site Celebrity Net Worth, tem uma fortuna avaliada em cerca de 90 milhões de reais.

## Biografia
Ambrósio nasceu em Erechim, no Rio Grande do Sul no Brasil, filha de Lucilda e Luiz Ambrosio. Ela tem uma irmã mais nova chamada Aline. Ela é descendente de italianos e poloneses. Sua avó paterna, Joana Eugênia Groch, era uma imigrante da Polónia, que chegou ao Brasil em 1929. Ela faleceu em 2017, aos 93 anos.
Ela se matriculou em uma aula de modelagem aos 12 anos de idade e aos 14 anos foi uma das 20 finalistas do concurso nacional Elite Model Look de 1995 para o Brasil. Ambrosio estava sempre insegura sobre suas orelhas grandes e, aos 11 anos, fez uma cirurgia estética para ter suas orelhas imobilizadas, embora dois anos depois tenha sofrido complicações. Em 2006, ela apareceu no The Tyra Banks Show, e disse que a cirurgia foi uma experiência ruim e a desencorajou a nunca mais fazer uma cirurgia plástica novamente.

## Carreira
Quando Ambrosio tinha 12 anos de idade, ela participou de aulas de modelagem e, em seguida, começou a modelar para Dilson Stein aos 15 anos. Quando competiu na competição Elite Model Look do Brasil começou sua carreira de modelo a sério. Seu primeiro trabalho notável de modelagem foi filmar a capa da revista brasileira Elle. Em seguida estapou a campanha da Millennium GUESS?. Desde então, ela apareceu em campanhas publicitárias para a Gucci, Dolce & Gabbana, Calvin Klein, Oscar de la Renta, Christian Dior, Escada, Fendi, Giorgio Armani, Guess, Emporio Armani, Moschino, Gap, Hugo Boss, Ralph Lauren, Saks Fifth Avenue, Macy's, Revlon, e a Calendário Pirelli. Ela caminhou pelas passarelas para designers como Prada, Chanel, Dolce & Gabbana, Givenchy, Christian Lacroix, Bottega Veneta, Escada, Tommy Hilfiger, Christian Dior, Marc Jacobs, Louis Vuitton, Balmain, Ralph Lauren, Halston, Vivienne Westwood, Giles Deacon e Oscar de la Renta. Ela já apareceu em várias capas de revistas internacionais, incluindo Cosmopolitan, Elle, GQ, Harper's Bazaar, Marie Claire, Ocean Drive, Vogue e foi o único modelo a aparecer na capa da Glamour nos Estados Unidos em 2006.

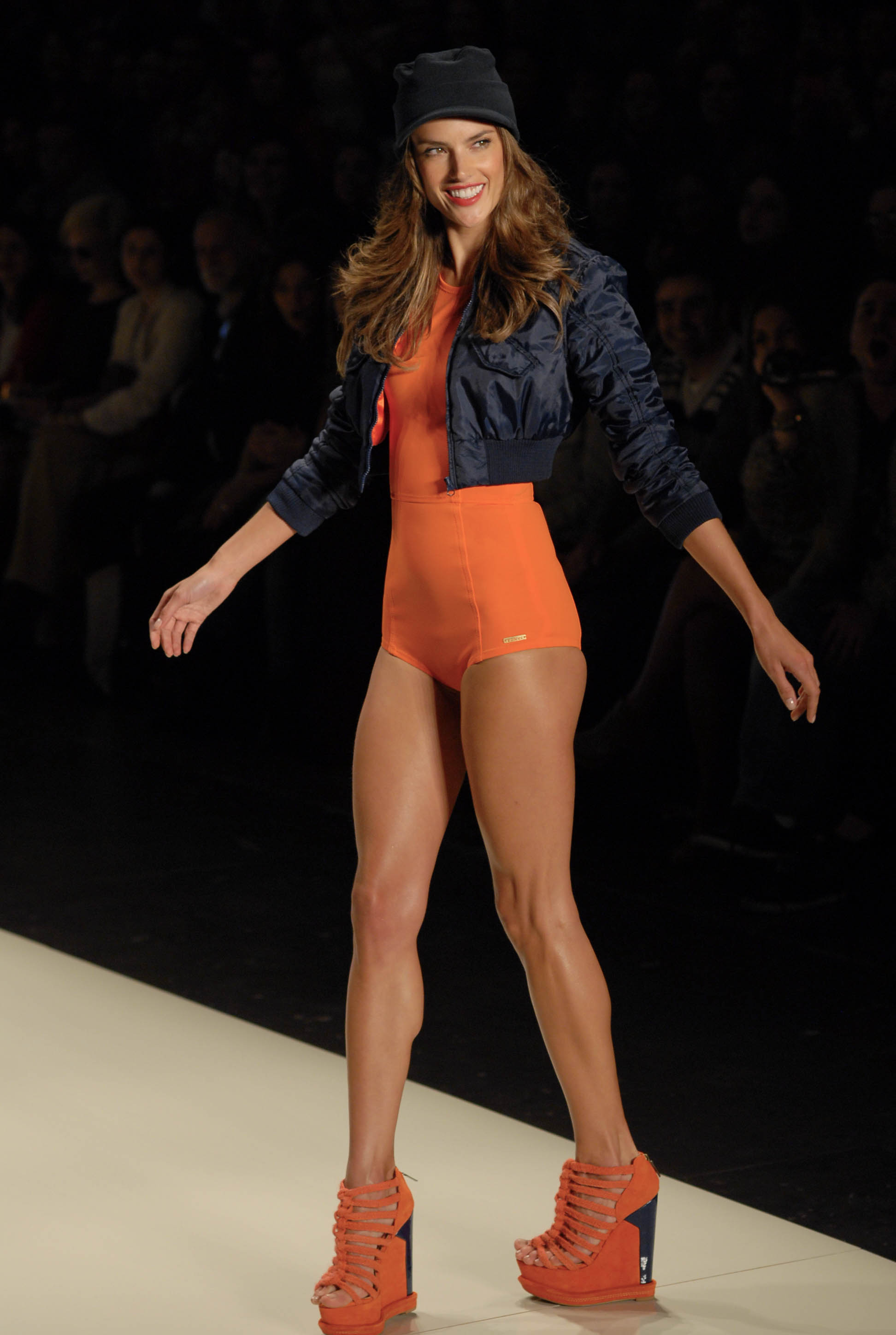
Ambrósio no São Paulo Fashion Week de 2011

Em 2004, Ambrosio lançou sua linha de moda praia chamada Alessandra Ambrosio by Sais, uma divisão da Rosa Chá. Ela vendeu 10.000 unidades em seu primeiro mês no mercado. Ambrosio foi o rosto da empresa britânica Next e estrelou sua primeira campanha televisiva em 12 anos. Na capa de Marie Claire, em julho de 2009, Ambrosio apareceu em um spread com Sacha Baron Cohen para promover o filme de Baron Cohen de 2009, Brüno.
Ambrosio tornou-se o rosto da marca esportiva brasileira Colcci, co-estrelando com Ashton Kutcher em um anúncio de jeans. Ela foi classificada como a No.5 na The World's Top-Earning Models pela Forbes, com uma renda estimada de US $ 5 milhões ao longo de 2010-2011. Em outubro de 2011, tornou-se comentarista da Vogue, comentando sobre seu guarda-roupa por postar uma foto de si mesma todos os dias durante um mês. Em agosto de 2012, ela apareceu na Cerimônia de encerramento dos Jogos Olímpicos de Verão de 2012 como parte do show de entrega do Rio de Janeiro.
Na primavera de 2014, Ambrosio lançou sua própria marca de moda e estilo de vida chamada Ále by Alessandra em uma colaboração com a varejista americana Cherokee. A linha apresenta roupas casuais para trajes formais e destina-se a mulheres entre 18 e 35 anos de idade. A linha de vestuário foi mostrada pela primeira vez pelo varejista da Southern California, Planet Blue. Para esta marca, Ambrosio usou sua empresa de propriedade intelectual, a Silver Sunrise LLC, que trabalha com a Cherokee como seu agente de licenciamento global.
Ambrosio apareceu na edição de fevereiro de 2016 da GQ ao lado do jogador de futebol português Cristiano Ronaldo.
Ambrosio foi escolhido pela NBC ao lado da modelo brasileira Adriana Lima como correspondentes de comida e cultura do canal para as Jogos Olímpicos de Verão de 2016.
Ambrosio é agora considerado como um dos ícones da indústria da moda models.com.

### Victoria's Secret
Em 2006, ela foi selecionada como a primeira porta-voz da linha "PINK" da Victoria's Secret. Em 2005, ela andou na passarela da Victoria's Secret Fashion Show usando lingerie feita inteiramente de doce. Na edição de 2008 do Fashion Show, ela andou na passarela três meses depois de dar à luz seu primeiro filho, e abriu o show no ano seguinte em 2009. O show de 2011 a viu usando as asas mais pesadas (30 lb) já fez para o show durante a gravidez de seu segundo filho.
Em 2012, Ambrosio foi escolhido para usar o "Fantasy Bra". O Floral Fantasy Bra, criado por London Jewellers, apresenta ametistas, rubis, safiras e diamantes (incluindo um diamante branco de 20 quilates no centro), todos em rosa e ouro amarelo, segundo a InStyle. Há também um cinto combinando adornado com mais de 5.200 pedras preciosas. Em 2014, ela usou o Dream Fantasy Bra, ao lado de sua companheira de anjo, Adriana Lima. Ambos os sutiãs custam US $ 2,5 milhões cada.
Após o Victoria's Secret Fashion Show de 2017, Alessandra postou em seu Instagram que ela vai se aposentar da passarela, depois do "17 Victoria's Secret Fashion Shows".

### Aparições na televisão e no cinema
Ambrosio fez várias aparições na televisão, nomeadamente uma participação especial como ela mesma no Entourage do HBO; O The Late Late Show with Craig Kilborn; Como juíza convidada no Project Runway Season 2: Team Lingerie e The Tyra Banks Show. Ela também apareceu na 20º temporada do America's Next Top Model.
Em 2006, ela teve uma participação especial no filme de bilheteria Casino Royale, aparecendo brevemente como Garota de Tênis # 1. Ambrosio estrelou o episódio de How I Met Your Mother, "The Yips", em 26 de novembro de 2007, com seus companheiros da Adriana Lima, Selita Ebanks, Marisa Miller, Miranda Kerr e Heidi Klum. Ela também fez uma aparição durante o episódio "Prince" de New Girl.
Ambrosio fez sua estreia como atriz na telenovela brasileira Verdades Secretas, que estreou na Rede Globo em 8 de junho de 2015, fazendo o papel da ex-top model Samia. Ela apareceu como ela mesma no filme de 2016, Teenage Mutant Ninja Turtles: Out of the Shadows.

## Vida pessoal
Alessandra Ambrósio foi casada de 2004 a 2018 com o empresário norte-americano Jamie Mazur, com quem tem dois filhos: Anja Louise Ambrósio Mazur, nascida em 24 de agosto de 2008, e Noah Phoenix Ambrósio Mazur, nascido em 7 de maio de 2012. Seus dois filhos nasceram de parto cesariana em Florianópolis, onde a empresária tem uma casa de veraneio e costuma passar férias quando vem ao Brasil. A supermodelo é fluente em inglês, se declara como católica não praticante e que ainda não decidiu se algum dia realizará um casamento religioso.  Ambrósio atua como embaixadora da National Multiple Sclerosis Society. Desde 2005 Alessandra vive na Califórnia, estado natal de seu ex-marido. Ela mudou-se para a cidade de Santa Mônica em 2018, onde comprou uma mansão para viver com os filhos. 
Entre 2019 e o início de 2021 namorou o empresário italiano Nícolo Oddi, que é dono da grife Alanui. Ambos mantinham um relacionamento a distância: ela o visitava na Itália e ele passava alguns finais de semana com ela nos Estados Unidos. O casal também viajava bastante pela Europa e o Brasil.
Atualmente namora o modelo Richard Lee.

## Filmografia

### Televisão
| Papel     | Título                        | Papel                      | Notas        |
| --------- | ----------------------------- | -------------------------- | ------------ |
| 2004      | The Late Late Show            | Ela mesma                  | 1 episódio   |
| 2005-2006 | The Tyra Banks Show           | Ela mesma                  | 2 episódios  |
| 2005      | Project Runway                | Ela mesma                  | 1 episódio   |
| 2006      | Late Night with Conan O'Brien | Ela mesma                  | 1 episódio   |
| 2007      | Entourage                     | Victoria's Secret Angel #1 | 1 episódio   |
| 2007      | How I Met Your Mother         | Ela mesma                  | 1 episódio   |
| 2010      | Gossip Girl                   | Top model                  | 1 episódio   |
| 2013      | America's Next Top Model      | Ela mesma                  | 1 episódio   |
| 2014      | New Girl                      | Ela mesma                  | 1 episódio   |
| 2015      | Australia's Next Top Model    | Ela mesma                  | 1 episódio   |
| 2015      | Verdades Secretas             | Samia                      | 10 episódios |
| 2018      | Germany's Next Topmodel       | Ela mesma                  | 1 episódio   |
| 2018      | The Final Table               | Ela mesma                  | 1 episódio   |
| 2019      | MasterChef                    | Ela mesma                  | 1 episódio   |
| 2020      | Germany's Next Topmodel       | Ela mesma                  | 1 episódio   |

### Cinema
| Ano  | Título                                           | Papel              | Notas |
| ---- | ------------------------------------------------ | ------------------ | ----- |
| 2006 | Casino Royale                                    | Garota de tênis #1 |       |
| 2015 | Daddy's Home                                     | Karen              |       |
| 2016 | Teenage Mutant Ninja Turtles: Out of the Shadows | Ela mesma          | Cameo |
| 2017 | Double Dutchess                                  | Ela mesma          |       |
| 2017 | Daddy's Home 2                                   | Karen              |       |